# جبل ظلم (عالية نجد)
جبل ظلم هو جبل أسود ظل محافظا على أسمه منذ العصر الجاهلي ويقع في عالية نجد اليوم، وذكر بأشعار العرب قديما.

## تعريف
ظلم جبل أسود مرتفع يمر به طريق الرياض - مكة وقامت حوله مدينة تسمى اليوم ظلم وهذا الجبل من معالم عالية نجد ذكره المؤرخون والجغرافيون في كتبهم لوقوعه على طريق الحاج القديم بين نجد ومكة المكرمة كما انه على مقربة من طريق الحاج القديم البصرة - مكة المكرمة والمعروف باسم درب زبيدة وقد قيل في معجم العالية هو جبل اسود كبير في ناحية الشمالية ماء مر، عد يدعى الطفية، يقع غرب جبال سفوه وشمالا شرقيا من جبل حضن الشهير، ويمر به طريق عفيف - الطائف من جانبه الجنوبي.

## سبب التسمية
سميت الجبل بظلم نظراً للجوء ذكر النعامة المسمى (الظليم) للجبل، وعند مشاهدة البدو له أطلق عليه اسم ظلم إضافة إلى لونه المظلم في الأرض المنبسطة البيضاء واشتهر الجبل بهذا الاسم قبل تأسس مدينة ظلم بمئات السنين.

## وصف المؤرخين له
- وقال ياقوت الحموي: ظلم بفتح اوله وكسر ثانيه
- قال الاصمعي: ظلم جبل اسود لعمرو بن عبد الله بن كلاب وهو وخو في حافتي بلاد بني ابي بكر بن كلاب فبلاد ابي بكر وبني عمرو بن كلاب بينهما ظلم مما يلي مكة.
- يقول الاستاذ سعد بن جنيدل: تحديد ياقوت لظلم صائب ودقيق وذكر جبلا آخر يدعى ظلم عن نصر، وقال انه بالحجاز وكذلك قال انه أيضا واد من أودية القبلية عن علي العلوي وذكر البكري ظلما الذي في الحجاز وحدده كما ذكره عرام في رسالته وحدده تحديدا واضحا، وقد رسم الهمداني طريق الحج وذكر جبل ظلم فقال مران نخل وبهش وحصين وهو بين قبا وبين الشبيكة زائفا في الحرة ثم تقضي في صحراء ظلم جبل اسود طويل.

## ذكره بأشعار العرب
- جبل ظلم معروف بهذا الاسم منذ القدم وقديما كان واقعا في اعلام بلاد عبد الله من كلاب من بنو عامر بن صعصعة من هوازن وقال الاصفهاني قال معقال بن ريحان الكعبي من بني كعب ابن عبد الله بن ابي بكر بن كلاب:

جلبنا الخيل من حوضا وخو
نجوب الليل دائبة النقال
ومن ظلم ومن جنبي شراء
ومما بين ذاك من المطالي
ومن هضب القليب وجانبيه
نخب شطائبا خب السعالي
- قال أوس بن حجر:

فلمّا أنى حزّان عردة دونها
ومن ظلم دون الظهيرة منكب
تضمّنها وارتدّت العين دونها
طريق الجواء المستنير فمذهب
- يقول الشاعر نهار المورقي العطاوي الروقي:

الله يعافيك ياراعي قعودٍ مرنا اليوم
كن النما ما تلاه ولا تلوى في ردونه
ياليتهم يوم مرونا عصير اليا انهم قوم
كان اتبلى القعود مع أول اللي يطردونه
ياعنزريم رعت ما بين ظلم وبين الأكموم
شافت ولدها مع ربع قنوص ينقلونه
وتقع ظلم بالقرب من المناجم ومواقع التعدين القديم الواقع في تلك الناحية.
- يقول مخلد القثامي العتيببي:

ان مالقيتوا علم والا انحروا ظلم
عدوا لهن في راس رجم سماوي
لزما تمرونه ولزما تجونه
ولزما معارفكم تمضي الشكاوي
- يقول تركي بن حميد العتيبي:

يازبن كرّب من فوق ما يطرد النوم
حراير يازبن مثل الاهله
مربا عهن ما بين ظلم والاكموم
ومن السفايف يرمحن الأظله

## وصف طبيعة المنطقة
المكان حول جبل ظلم فضاء واسع ورحب أرضه مستوية تنبت بها النباتات البرية التي تتميز بها طبيعة المنطقة وهي الثمام والرمث والنصي وتزدهر هذه النباتات مع نباتات أخرى مثل الخزامى والشيح والشمطري في أوقات هطول الأمطار وعندما تنتشر فيها قطعان الإبل.